# Prairie View (Texas)
Prairie View è una città degli Stati Uniti d'America, situata nello Stato del Texas, nella Contea di Waller.